# Sidérico
Na escala de tempo geológico, o Sidérico é o período da era Paleoproterozoica do éon Proterozoico que está compreendido entre há 2500 milhões e 2300 milhões de anos, aproximadamente. O período Sidérico sucede a era Neoarqueana do éon Arqueano e precede o período Riácico da sua era. Como os outros períodos de seu éon, não se divide em épocas.
O nome Sidérico vem do grego sideros e significa ferro, devido a existência de grande quantidade de formações de camadas de ferro neste período,produzidos pela oxidação dos oceanos causada pelo aumento na produção de oxigênio pelas algas. Este evento provocou a oxigenação dos oceanos e da atmosfera,proporcionando a "catástrofe do oxigênio" e a consecutiva extinção em massa de organismo anaeróbicos. De acordo com alguns geólogos provocou também a Glaciação Huroniana, que é a mais antiga da qual existem vestígios. Ela ocorreu entre há 2400 milhões e 2100 milhões de anos, começando durante o período Sidérico e terminando durante o período Riácico, após a Catástrofe do Oxigênio. Foi uma das mais severas glaciações da história geológica da Terra e alguns geólogos acreditam que foi muito semelhante à da "Terra bola de neve" ocorrida no neoproterozoico.